# 小行星2876
小行星2876（2876 Aeschylus）是一颗绕太阳运转的小行星，为主小行星带小行星。该小行星于1960年9月24日发现。
該小行星以古希臘劇作家艾斯奇勒斯命名。

## 轨道参数
小行星2876的轨道半长轴为2.6015644 UA，离心率为0.118。